# Seydou Tiama
Seydou Tiama (* 31. Dezember 1980) ist ein burkinischer Fußballschiedsrichterassistent.
Seit 2012 steht Tiama auf der Liste der FIFA-Schiedsrichter und ist an der Spielleitung internationaler Fußballspiele beteiligt, unter anderem in der CAF Champions League.
Tiama wurde bei insgesamt drei Afrika-Cups eingesetzt. Beim Afrika-Cup 2019 in Ägypten, beim Afrika-Cup 2022 in Kamerun und beim Afrika-Cup 2024 in der Elfenbeinküste leitete er insgesamt elf Spiele.
Zudem war er unter anderem Schiedsrichterassistent bei der U-20-Weltmeisterschaft 2019 in Polen, in der afrikanischen WM-Qualifikation sowie bei diversen Qualifikations- und Freundschaftsspielen.